# Kavalerski
Kavalerski (del ruso: Кавалерский) es un jútor del raión de Yegorlykskaya del óblast de Rostov de Rusia. Está situado a orillas del río Kavalerka, afluente por la derecha del Yeya, 30 km al sudoeste de Yegorlykskaya y 111 km al sureste de Rostov del Don, la capital del óblast. 
Es cabeza del municipio Kavalérskoye, al que pertenece también Beriózovski.
En la localidad hay una escuela de caballería que lleva el nombre del Héroe de la Unión Soviética Andréi Dubinets.